# Zdeněk Hrabica

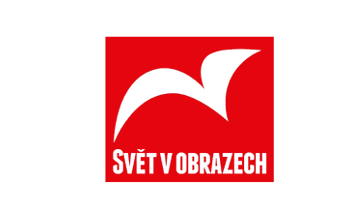
Logo týdeníku Svět v obrazech

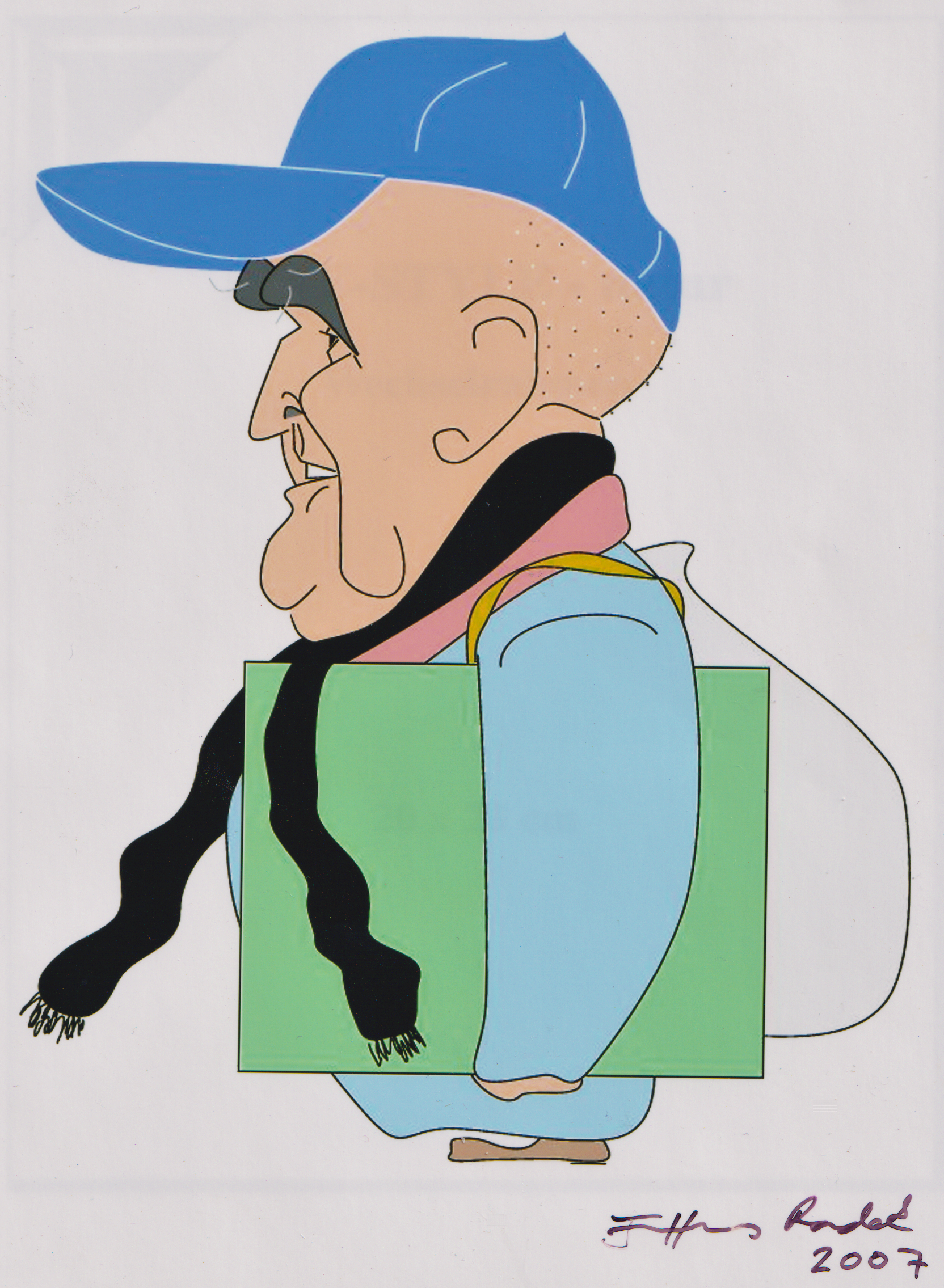
Karikatura Zdeňka Hrabici od karikaturisty Radka Fetterse (rok 2007)

Zdeněk Hrabica (25. října 1936 Jihlava – 28. listopadu 2022 Praha) byl český spisovatel literatury faktu, publicista, novinář, politický pracovník a šéfredaktor.

## Život

### Mládí a studia
Zdeněk Hrabica se narodil 25. října 1936 v Jihlavě. Již jako školák od dětství byl aktivním dopisovatelem dětských a mládežnických novin a časopisů. V Praze 9 ve dnes (rok 2022) již neexistujícím strojírenském podniku ČKD Stalingrad Praha se po druhé světové válce vyučil v oboru univerzální soustružník. Středoškolská studia zakončená maturitou absolvoval na Nerudově gymnáziu v Praze na Malé Straně v Hellichově ulici a na gymnáziu v Přípotoční v Praze 10 – Vršovicích. Následoval mezinárodní, jeden rok trvající kurz na Vysoké škole VLKSM v Moskvě–Věšňakách. Další vysokoškolská studia absolvoval na Vysoké škole politické v Praze a na Akademii společenských věd v Moskvě, kde obhájil později aspiranturu na téma Kontinuita a diskontinuita ve společenském vývoji.

### Pracovní kariéra

#### ČSM
V polovině 50. let 20. století nastoupil k povinné prezenční vojenské sužbě u Strážního praporu Ministerstva národní obrany. V té době měl možnost potkat se s vysokými vojenskými a politickými osobnostmi (Alexej Čepička; Bohumír Lomský; Ludvík Svoboda). Po skončení „vojny“ působil (v průběhu 50. a 60. let 20. století) jako profesionální pracovník v Československém svazu mládeže (ČSM) v Moravských Budějovicích, Jihlavě a v Praze. V letech 1966 až 1969 zastával funkci tajemníka ústředního výboru Československého svazu mládeže (ÚV ČSM). Po schválení mládežnického dokumentu: Poučení z krizového vývoje – „Některých otázek vývoje dětského a mládežnického hnutí po XIII. sjezdu KSČ“ byl Zdeněk Hrabica označen za osobu nápomocnou silám pravicového oportunismu, byl stranicky potrestán a z vrcholné funkce v ÚV ČSM odvolán.

#### Publicistika
Po odchodu z ÚV ČSM pracoval jako redaktor (zástupce šéfredaktora) deníku Mladá fronta a následně působil v redakci obrazového týdeníku Svět v obrazech. V tomto periodiku zastával funkci šéfredaktora a to v letech 1983 až 1990. Po roce 1990 působil krátce ve Vydavatelství a nakladatelství Novinář, jeden rok v časopisu Moderní kancelář, postupně jako redaktor časopisů s gastronomickou a sommelierskou orientací. Externě přispíval do několika jiných médií, zvláště s tematikou kultury a umění.
Zdeněk Hrabica navštívil desítky zemí světa (v Evropě, Asii i Americe) a jako dlouholetý novinář procestoval většinu republik Sovětského svazu. Pod vlivem změny kursu vnitřní politiky SSSR tzv. glasnosti, nastolené generálním tajemníkem KSSS Michailem Gorbačovem, psal o poměrech v sovětské společnosti velmi otevřeně a kriticky, což se projevilo hlavně v letech 1983–1990, kdy Zdeněk Hrabica zastával funkci šéfredaktora Světa v obrazech. Během své novinářské práce se setkal s mnoha významnými osobnostmi a z těchto setkání pak vzešly i jeho dvě knihy Jak jsem je potkal (postavy a figurky) a Jak jsem je poznal (co jiní nezažili). Vyšly v roce 2001. V memoárovém pojetí další kniha Tváře bez retuše (2014).
Opil se s Jevtušenkem, doprovázel noční Prahou Nezvala s Erenburgem, hlídkoval před pracovnou Alexeje Čepičky, zpovídal pány i kmány ... Před nikým nepadl na zadek, ani před ministry a tajemníky, ani před řediteli zeměkoule, ani před koryfeji, kápy, náčelníky, papaláši, naboby a miliardáři, ani před tajnými agenty všech mocností. Načapal převlékače kabátů při činu, zaznamenával zločiny výprodejců československého rodinného stříbra ... A při tom všem se navíc náramně bavil, i když zábava někdy hraničila s děsem nad lidskou hamižností a bezpáteřností.
Text z obálky jedné z jeho knih, O Zdeňku Hrabicovi a jeho filozofii přístupu k význačným osobnostem, 

### Tvorba a další aktivity
Zdenek Hrabica byl také jedním z hlavních organizátorů hromadných akcí, pořádaných deníkem Mladá fronta (Vavřínova podkova,
 Bitva u Sudoměře a jiné) a početných čtenářských a malířských setkání organizovaných týdeníkem Svět v obrazech v Třeboni u rybníka Svět (Malujeme Svět; Cesta kolem Světa; Prkna, která znamenají Svět).
Spolu se svým synem Pavlem se sblížili v 80. letech 20. století s armádním generálem Karlem Klapálkem na pražském Jižním Městě. Kapitoly z těchto setkání uveřejňovali na pokračování – nejprve ve slovenském týdeníku Život, posléze v časopise Svět v obrazech. Začala i tvorba rukopisu knihy Pavel a Zdeněk Hrabicovi: Muž, který velel mužům. O vydání se zasloužilo nakladatelství Mladé fronty (1988). Všichni, kdo se na knize podíleli, pracovali ve velmi vyhrocené politické situaci. Přes pozitivní změny zůstával Karel Klapálek, hrdina od Zborova, Tobrúku a Dukly stále v povědomí existujícího režimu „buržoazním důstojníkem“. Ani další návrat autorů v nakladatelství Mladé fronty po roce 1989 k tématu Karel Klapálek v roce 2006 nebyl zcela bezproblémový.
Zdenek Hrabica se stal postupem času autorem a spoluautorem zhruba dvaceti knih převážně literatury faktu a byl též autorem televizního seriálu režiséra Jiřího Adamce Lidé z Reportáže. Napsal stovky článků a reportáží v českém, slovenském, ruském, bulharském a polském tisku a zveřejnil desítky fotoreportáží z domova a ze zahraničí. Setkal se s mnoha světovými i domácími osobnostmi a zveřejnil o tom články: mimo jiné s indickou premiérkou Indírou Gándhiovou; s prezidentem Afghánistánu MUDr.Muhammadem Nadžíbuláhem; s kosmonautem Jurijem Gagarinem; s ruským písničkářem, hercem a básníkem Vladimírem Vysockým; s ruským básníkem, scenáristou a režisérem Jevgenijem Jevtušenkem a s dalšími.
V roce 2005 se objevilo na knižních pultech společné dílo Zdeňka a Pavla Hrabicových s názvem Vila pana prezidenta, které získalo v roce 2006 Cenu Unie českých spisovatelů a Daniela Strože. K životnímu příběhu generála Karla Klapálka se ještě jednou Zdeněk Hrabica vrátil v roce 2006, když spolu se svým synem Pavlem napsali knihu Zapomenutý generál Karel Klapálek. (A právě toto dílo bylo oceněno Medailí Generálního štábu Armády ČR.) Osobnost generála Ludvíka Svobody důkladně faktograficky zpracoval Zdeněk Hrabica v třísetstránkové knize Pět válek Ludvíka Svobody. Dílo vydalo nakladatelstvím Futura v roce 2013 čtenáře překvapilo nejen značnou šíří záběru, ale i nebývalým množstvím použitých pramenů.

### Rodina
Jeho manželka Božena Hrabicová pracovala jako úřednice. Zdeněk Hrabica a Božena Hrabicová mají dva syny, prvorozeného Pavla Hrabicu (* 1961), který je novinářem, a Petra Hrabicu (* 1966), který je restaurátorem starožitného nábytku.

## Ocenění
- Medaile Evropského kruhu „Franz Kafka“, Praha za literaturu;[p. 5]
- literární cena Daniela Strože a Unie českých spisovatelů[1] (2006);
- držitel sošky antické bohyně Niké od akademického sochaře Ladislava Janoucha (jako součást Ceny Unie českých spisovatelů);
- čestná medaile náčelníka generálního štábu Armády České republiky armádního generála Pavla Štefky;
- čestná Cena Prahy 11 – Jižního Města za společensko-osvětovou činnost, spjatou se životem armádního generála Karla Klapálka;
- polský Odznak „Honoris gratia“ primátora města Krakova za literární a novinářskou česko-polskou spolupráci;
- medaile ministerstva zahraničí Ruské federace za tvůrčí podíl na knize Svjatoslava Jurjeviče Rybase „Mnichov: Benešovo proroctví“.[10]

## Publikace
- HRABICA, Zdeněk a kolektiv. Svědectví z Kapitolu. 1. vydání Praha: nakladatelství Mladá fronta, 1979; 131 stran + 3 strany + 8 stran fotografických příloh; ABC marxismu-leninismu. Prameny; Svazek 32.
- ANDRIJANOV, Viktor Ivanovič a HRABICA, Zdeněk. Lidé z Reportáže. 1. vydání Praha: nakladatelství Mladá fronta, 1981; 181 stran; Boje; svazek 184. (Vyšlo též slovensky v roce 1981 v nakladatelství Smena; v ruštině v roce 1981 v nakladatelství Mladá garda a v roce 1981 rusky v Kyrgyzstánu)
- HRABICA, Zdeněk a HRABICA, Pavel. Muž, který velel mužům: životní příběh armádního generála Karla Klapálka. 1. vydání Praha: nakladatelství Mladá fronta, 1988. 197 stran; Archív / Řídí Petr Křivský; Svazek 56.
- HRABICA, Zdeněk. Pivo na talíři. 1. vydání Praha: nakladatelství Grada, 2000; 133 stran; ISBN 80-7169-854-7.
- NODL, Ladislav; Hrabica Zdeněk a kolektiv. Jak vám chutná, Excelence?; Vydání 1. Třebíč: vydavatelství Akcent; 2001; 219 stran; ISBN 80-7268-209-1.
- HRABICA, Zdeněk. Jak jsem je poznal: (co jiní nezažili): rozhovory, portréty, svědectví. Vydání 1. Třebíč: vydavatelství Akcent (Drahomír Rybníček), 2001; 229 stran; ISBN 80-7268-123-0.
- HRABICA, Zdeněk. Jak jsem je potkal: (postavy i figurky): rozhovory, portréty, svědectví. Vydání 1. Třebíč: vydavatelství Akcent (Drahomír Rybníček), 2001; 228 stran; ISBN 80-7268-135-4.
- FAFEK, Emil (fotografie), ŠUSTEROVÁ-FAFKOVÁ, Marie a HRABICA, Zdeněk (průvodní text). Emil Zátopek a sport objektivem Emila Fafka a jiných. Vydání 1. Třebíč: vydavatelství Akcent; 2001; 149 stran; ISBN 80-7268-140-0.
- EICHNER, Jiří a HRABICA, Zdeněk. Králičí hody: recepty z bílého králičího masa pro všední i sváteční den. Vydání 1. Praha: nakladatelství Mladá fronta; 2003; 123 stran + 8 stran barevných obrazových příloh; Kuchařky; svazek 1. ISBN 80-204-1012-0.
- HRABICA, Zdeněk a STRÁNSKÝ, Ladislav. Kuba neznámá a objevovaná: (co Kolumbus netušil?). Vydání 1. Třebíč: vydavatelství Akcent (Drahomír Rybníček); 2004; 138 stran + 39 stran barevných obrazových příloh; ISBN 80-7268-293-8.
- HORÁKOVÁ, Jana, KOLESA, Václav a HRABICA, Zdeněk. Josef Křístek – Šest let bez domova. Zlín: nakladatel Václav Kolesa, 2004; 84 stran; Portréty. ISBN 80-239-4319-7.
- HRABICA, Zdeněk a HRABICA, Pavel. Vila pana prezidenta: historie rodinného sídla Edvarda Beneše v letech 1929–2001. Vydání 1. Praha: nakladatelství Erika, 2005; 241 stran; ISBN 80-7190-674-3.
- HRABICA, Zdeněk a HRABICA, Pavel. Zapomenutý generál Karel Klapálek. Vydání 1. Praha: nakladatelství Mladá fronta, 2006; 334 stran + 52 stran obrazových příloh; ISBN 80-204-1408-8. (Navazuje na knihu „Muž, který velel mužům“; Mladá fronta; 1988)
- HRABICA, Zdeněk a SVĚRÁK, Vlastimil. Cívky nad turbínou: 150 let textilního průmyslu v Lukách nad Jihlavou. Luka nad Jihlavou: Arcade Color, 2009; 130 stran
- HRABICA, Zdeněk. Pět válek Ludvíka Svobody. 1. vydání Praha: nakladatelství Futura, 2013; 329 stran + 32 stran obrazových příloh; ISBN 978-80-86844-92-3.
- HRABICA, Zdeněk. Tváře bez retuše. Vydání 1. Litvínov: nakladatelství Dialog, 2014; 195 stran; ISBN 978-80-7382-164-7.
- CAI, Zhiyi a HRABICA, Zdeněk. Člověk: fotoportréty. Vydání první. Havlíčkův Brod: infoHB, s.r.o., 2018; 188 stran; ISBN 978-80-270-5087-1. (Soubor fotografických portrétů osobností České republiky od čínského fotografa Zhiyi Caie + stručné životopisné medailony a jejich životní kréda)
- MORA, Míla a HRABICA, Zdeněk. Pálivé Mexiko: indiánkou po moravsku. (Modřice): MOSTEX export-import s r.o. (Josef Stanislav), 2021; 127 stran; ISBN 978-80-270-8864-5.
- HRABICA, Zdeněk. Hrozen vína ze ZnoVína: průvodce vinařským Louvrem v Louckém klášteře ve Znojmě. 1. vydání. (Šatov): Znovín Znojmo, 2022; 144 stran; ISBN 978-80-11-00937-3.[p. 6]